# Exechia umbratica
Exechia umbratica är en tvåvingeart som först beskrevs av Aldrich 1897.  Exechia umbratica ingår i släktet Exechia och familjen svampmyggor. Inga underarter finns listade i Catalogue of Life.